# Рудан, Марк
Ма́рко А́нте Ру́дан (англ. Marko Ante Rudan; род. 27 августа 1975, Сидней) — австралийский футболист и футбольный тренер хорватского происхождения. Выступал на позиции центрального защитника.

## Карьера

### Клубная
После завершения обучения в АИС в 1993 году Марк подписал контракт с клубом Национальной футбольной лиги «Сидней Юнайтед». Провёл в клубе пять сезонов и к концу сезона 1997/98 отыграл в НФЛ 73 матча. Перед сезоном 1998/99 подписал контракт с клубом «Нортерн Спирит», был удален в первом же матче, после отбытия одноматчевой дисквалификации в матче третьего раунда НФЛ забил два мяча в ворота противника. «Нортерн Спирит» финишировал пятым в регулярным чемпионате, но в стадии плей-офф был выбит в первом раунде. Также Рудан был ключевым игроком в сезоне 1999/2000, проведя 22 матча в основном составе, однако клуб завершил сезон в нижней части турнирной таблицы.
Недовольный положением клуба, в середине 2000 года выкупил оставшуюся часть своего контракта и перешёл в клуб Второй Бундеслиги «Алеманния» из Ахена. Хорватский паспорт обеспечил ему право выступать в Европе. Начало было позитивным, Марк стал проходить в первый состав, но вскоре был втянут в коррупционный скандал, известный как «чемоданное дело». В 2001 году было заявлено о возможных финансовых злоупотреблениях при совершении сделок по трансферам Марка Рудана и его коллеги австралийца Горана Лозановски, Марк был арестован, но после отпущен без предъявления обвинения. В конечном итоге обвинен был казначей «Алеманнии» Бернд Крингс, которого в 2004 году признали виновным в финансовых махинациях. Было доказано, что представители Рудана и «Нортерн Спирит» увезли из Ахена чемодан с суммой 290 000 немецких марок внутри в качестве комиссии за сделку. Документы, подтверждающие сумму трансфера, были сфальсифицированы, так как «Нортерн Спирит» никогда не запрашивал и не получал за Рудана никаких денег. Похожие обстоятельства выявлены и в трансфере Горана Лозановски из «Саут Мельбурн», к обоим футболистам не предъявлено каких-либо обвинений. После решения всех проблем с законом Марк вернулся к игре в футбол, но так как у него не получилось обосноваться в команде, Рудан и руководство клуба пытались найти способ расстаться друг с другом. В начале января 2002 года появились слухи о переходе в «Унион», но позднее Марк покинул клуб в статусе свободного агента, в общей сложности проведя за клуб 45 матчей и забив 1 гол.
Сезон 2002 года он провёл в клубе «Нанькин Йойо» выступавший в Первой лиге Китая. В начале сезона 2003 подписал контракт со своим родным клубом «Сидней Юнайтед», за который он выступал регулярно в течение сезона, но это не помогло клубу пробиться в финал, в начале последнего сезона НФЛ пропустил только одну игру, но позднее отыграл каждый матч до конца года.
После развала австралийской лиги, Марк вновь отправляется за границу, на этот раз в клуб малайзийской Суперлиги «Паблик Банк», защищая цвета которого, стал лучшим защитником чемпионата и достиг высшего достижения в истории клуба — второе место.
В 2005 году Марк возвращается на родину, чтобы выступать в новом австралийском чемпионате Эй-лиге за клуб «Сидней». Рудан был назначен первым капитаном клуба, являлся основным игроком и выиграл с клубом первое чемпионство. Начало следующего сезона не задалось, во втором матче чемпионата с клубом «Мельбурн Виктори» он был удалён на 14 минуте. Клуб показывал блеклую игру, вылетел из плей-офф Эй-лиги, не смог выйти из группы в Лиге чемпионов АФК. С приходом в 2007 году в клуб футболиста «Соккеруз» Тони Поповича Марк передал ему капитанство.
В декабре 2007 года по приглашению тренера Пьера Литтбарски, с которым ранее работал в «Сиднее», подписывает контракт с клубом Джей-лиги 1 «Ависпа Фукуока» на замену покинувшему клуб другому австралийцу Элвину Чекколи. За клуб отыграл один сезон и провёл 26 матчей.
6 января 2009 года вслед за Пьером Литтбарски отправляется в чемпионат Швейцарии, подписав годовой контракт с клубом «Вадуц», базирующемся в Лихтенштейне. Но отыграв только до конца сезона, переходит в клуб «Аделаида Юнайтед», где после 19 матчей объявляет о завершении карьеры футболиста и перехода на тренерскую работу.

### Международная
На талант Марка впервые обратили внимание, когда он получил место в АИС, занимающемся развитием молодых футболистов для молодёжных сборных страны. В 1993 году отправился в тур по Южной Америке в составе молодёжной сборной. На отборочном турнире чемпионата мира среди молодёжи был назначен вице-капитаном, а также забил гол в финальном матче отборочного в ворота сборной Новой Зеландии. На чемпионате мира 1995 отыграл 3 из 4 матчей. Также в составе Олимпийской сборной принимал участие в Играх 1996.

### Тренерская
После завершения карьеры в «Аделаида Юнайтед» был назначен главным тренером клуба Премьер-лиги Нового Южного Уэльса «Рокдейл Сити Санз». В 2012 году покинул клуб.
В 2013 году был нанят в «Сидней Юнайтед», с которым сразу одержал победу в Премьер-лиге Нового Южного Уэльса и первом чемпионате национальных премьер-лиг. Также в 2013 году стал обладателем титула тренера года.
23 мая 2019 года был назначен первым главным тренером новообразованного клуба Эй-лиги «Уэстерн Юнайтед».

## Личная жизнь
Марк принимал участие в выпуске австралийской версии The Biggest Loser, который был показан 28 февраля 2006 года. Он возглавлял «синюю» команду участников, а его одноклубник Дуайт Йорк команду «красных».
После завершения профессиональной карьеры устроился футбольным экспертом на телеканал Fox Sports, является участником программы Matchday Saturday, вместе с Марком Босничем.
Старшая сестра является ведущей футбольной передачи The World Game.

## Достижения

### Игровые
- Победитель Национальной футбольной лиги: 1 (1996/97)
- Победитель Эй-лиги: 1 (2005/06)
- Серебряный призёр Малайзийской Суперлиги: 1 (2004)
- Победитель Лиги чемпионов ОФК: 1 (2005)
- Победитель Кубка Лихтенштейна: 1 (2010)

### Тренерские
- Победитель Премьер-лиги Нового Южного Уэльса: 1 (2013)
- Победитель Чемпионата национальных премьер-лиг: 1 (2013)

### Личные
- Лучший молодой футболист Национальной футбольной лиги: 1 (1993)
- Лучший защитник Малайзийской Суперлиги: 1 (2004)
- Тренер года Премьер-лиги Нового Южного Уэльса: 1 (2013)